# Легкий Григорій Йосипович
Легкий Григорій Йосипович (Псевдо: «Борис») — (21 червня 1922, с. Слов'ятин (нині Саранчуківська сільська громада, Тернопільський район, Тернопільська область) — 20 жовтня 1950, села Шешори та Прокурава, Косівський район, Станіславська(нині Івано-Франківська область) — окружний провідник ОУН Коломийщини. Лицар Срібного Хреста Заслуги.

## Життєпис

Провідник Коломийщини «Борис» (Легкий Григорій) та провідник Буковини «Сталь» (Савчак Василь)

Григорій Легкий народився 21 червня 1922 року на Тернопільщині. Закінчив у рідному селі початкову школу, вступив до Станіславської гімназії, яку закінчив із золотою медаллю, став членом юнацтва ОУН.
В 1943 р. його як активного члена Організації схопило гестапо. Засудили до розстрілу і повезли до Львова. У районі Бурштина Григорій вискочив на ходу з поїзда й так уник вироку.
До 1944 року виконував обов'язки пропагандиста проводу ОУН, а з 1945 року був призначений окружним провідником Коломийщини.
Під керівництвом «Бориса» повстанці вели бої з німецькими, угорськими та більшовицькими військами.
Восени 1950 року окружний провідник Коломийщини «Борис» (Легкий Григорій) та окружний провідник Буковини «Сталь» (Савчак Василь) проводили в лісах в районі хребта Корметура поблизу с. Шешори останню нараду напередодні зими. Повстанці отримували явки і паролі, вказівки щодо діяльності на найближчі півроку та заходи безпеки. Нарада добігала кінця, чимало учасників її вже покинули, та енкаведистам, за допомогою свого агента «Кордуба», вдалося виявити і оточити місце зібрання повстанців. Провідник розпорядився знищити всі наявні документи. Зав'язався бій. Поранений Григорій прикривав відхід товаришів і, при спробі захопити його в полон, підірвав себе гранатою.
У день загибелі, 20 жовтня 1950 року, йому йшов 29-й рік.
Провідник «Сталь» також загинув у тому бою. Обидва тіла окупанти возили до Києва для демонстрації високому начальству як доказ, що з повстанським рухом розправилися. Їх поховали у невідомому місці.

## Нагороди
- Згідно з Постановою УГВР від 23.08.1948 року і Наказом Головного військового штабу УПА ч. 2/48 від 2.09.1948 року керівник Коломийського окружного проводу ОУН Григорій Легкий–«Борис» нагороджений Срібним хрестом бойової заслуги УПА.

## Вшанування пам'яті
- Пам'ятний хрест — як символічна могила — стоїть тепер на тому місці, де повстанці прийняли останній бій.
- 1.12.2017 року від імені Координаційної ради з вшанування пам'яті нагороджених Лицарів ОУН і УПА у м. Галич Івано-Франківської обл. Срібний хрест заслуги УПА (№ 026) переданий Петру Легкому, брату Григорія Легкого–«Бориса».